# Europastraße 402
Die Europastraße 402 (E 402) ist eine ca. 416 Kilometer lange Europastraße des Zwischennetzes, die in Frankreich die Städte Calais und Le Mans über Rouen verbindet. Von Le Mans bis Tours bildet die Europastraße 502 ihre Fortsetzung.

## Verlauf
Die Straße folgt der (mautpflichtigen) Autoroute A16 (L’Européenne) bis Abbeville, dann der (mautfreien) Autoroute A28  (Autoroute des Estuaires) bis Rouen, weiter nach Durchquerung dieser Stadt ein kurzes Stück auf der Autoroute A13 (gemeinsam mit der Europastraße 5), setzt sich auf der (nun mautpflichtigen) Autoroute A28 über Alençon fort und endet an der Autoroute A11 (Europastraße 50) nördlich von Le Mans.